# Grizelda
A Grizelda germán eredetű olasz név, mely Boccaccio novellája nyomán terjedt el a német és az angol nyelvben. Jelentése bizonytalan, talán szürke + harc.

## Rokon nevek
- Grizeldisz:[1] a Grizelda alakváltozata.[2]
- Zelda:[1] a Grizelda angol rövidülése.[3]

## Gyakorisága
Az 1990-es években a Grizelda, Grizeldisz és a Zelda szórványos nevek voltak, a 2000-es években nem szerepelnek a 100 leggyakoribb női név között.

## Névnapok
Grizelda, Grizeldisz, Zelda:
- szeptember 24.[2]

## Híres Grizeldák, Grizeldiszek, Zeldák
- A középkori legendabeli Türelmes Grizelda
- Zelda Fitzgerald - F. Scott Fitzgerald amerikai író felesége